# Guálter Martiniano de Alencar Araripe
Guálter Martiniano de Alencar Araripe, primeiro e único barão de Exu (Exu, 18 de junho de 1822 — Exu, 22 de julho de 1889), foi um político brasileiro, coronel da Guarda Nacional e eleito por diversas vezes deputado provincial por Pernambuco.

## Biografia

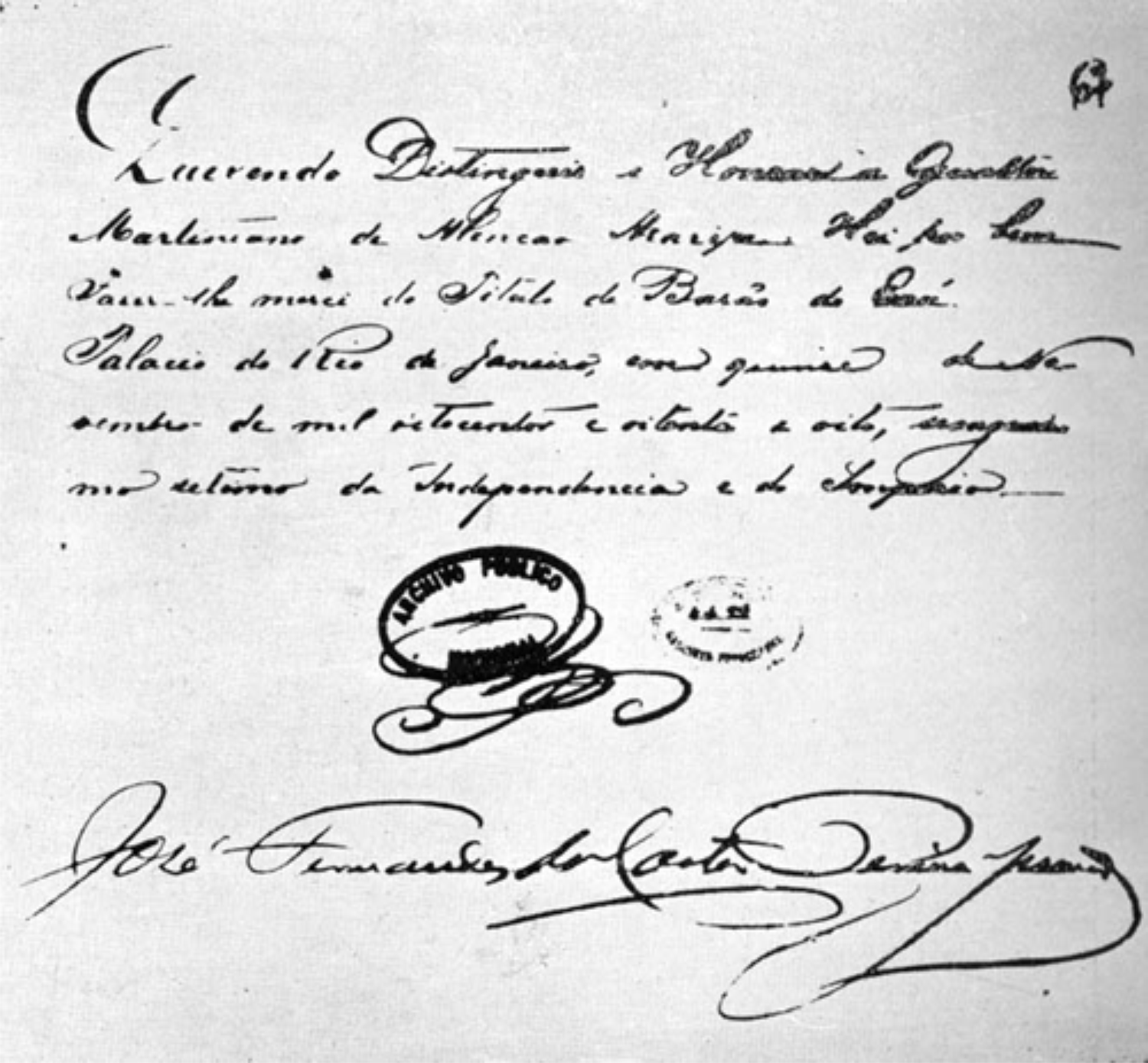
Decreto de criação da baronia de Exu em 1888.

Filho de Luís Pereira de Alencar e de Ana Pereira de Carvalho, casou-se duas vezes, com Jacinta Xavier de Carvalho e com Alexandrina Ferreira Leite, mas não deixou descendência legítima. Sobrinho de Bárbara de Alencar, era primo-irmão de Tristão Gonçalves e do senador José Martiniano Pereira de Alencar, primo em segundo grau do escrito José de Alencar e do barão de Alencar.
Recebeu o baronato por decreto de 15 de novembro de 1888. O título faz referência à cidade pernambucana de Exu.